# Toilettenspülung

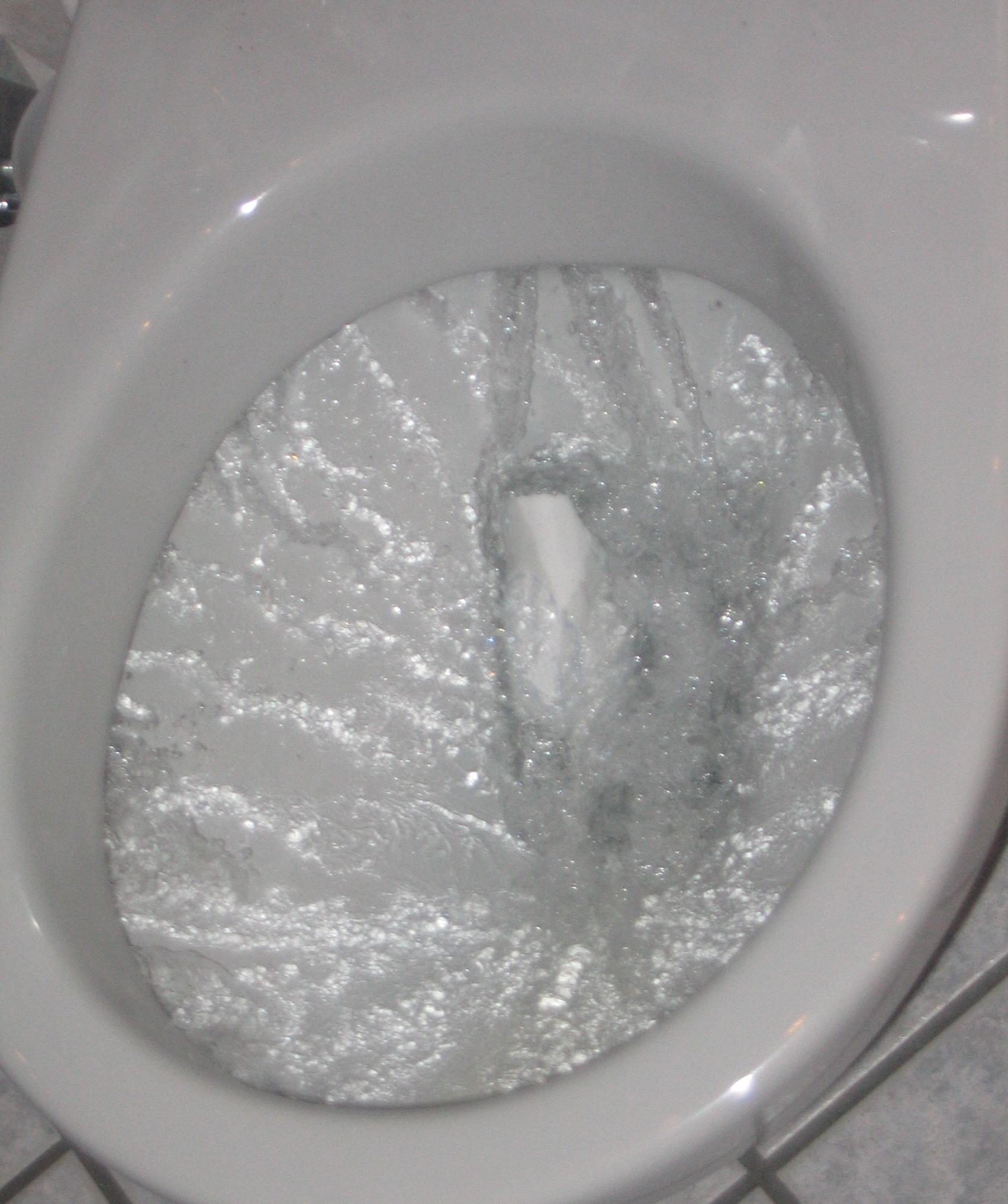
Toilettenpapier wird hinuntergespült (Tiefspüler mit angeschlossenem Spülkasten)

Eine Toilettenspülung ist die Vorrichtung, die bei Wasserklosetts sowie Urinalen dafür sorgt, dass die sanitäre Anlage zu gewünschter Zeit mit Wasser durchspült wird, was Urin, Exkremente und das Toilettenpapier in die Kanalisation befördert.
Die Spülung wird dabei durch die Betätigung einer Taste oder – bei höher positionierten Spülkästen – das Ziehen an einer Kette oder Schnur ausgelöst. Früher lag der Wasserverbrauch für eine Spülung bei etwa 9 Litern, während moderne Toilettenbecken oft mit einem Spülvolumen von weniger als 6 Litern auskommen. Das Volumen für Teilspülungen beträgt entsprechend 3 bis 4 Liter.
Da Urinale nur 2 bis 4 Liter pro Spülung benötigen, werden sie nicht nur gern im öffentlichen Raum verwendet, sondern werden auch zunehmend für Privathaushalte interessant.
Im Weltwasserbericht der UNO-Wasserkonferenz von 2023 wurde festgestellt, dass mittlerweile zehn Prozent der Weltbevölkerung von Wasserknappheit bedroht sind, während der weltweite Wasserverbrauch noch immer um 1 Prozent im Jahr ansteigt.
Während ein Teil der Menschheit entweder keinen Zugang zu Toiletten hat, werden andernorts Plumpsklos oder Komposttoiletten verwendet. Angesichts der globalen Veränderungen ist es somit politisch erwünscht, möglichst viele WC-Spülungen mit Brunnen-, Regen-, Grau- oder sonstigem Brauchwasser zu betreiben, um Trinkwasser zu sparen.

## Geschichte

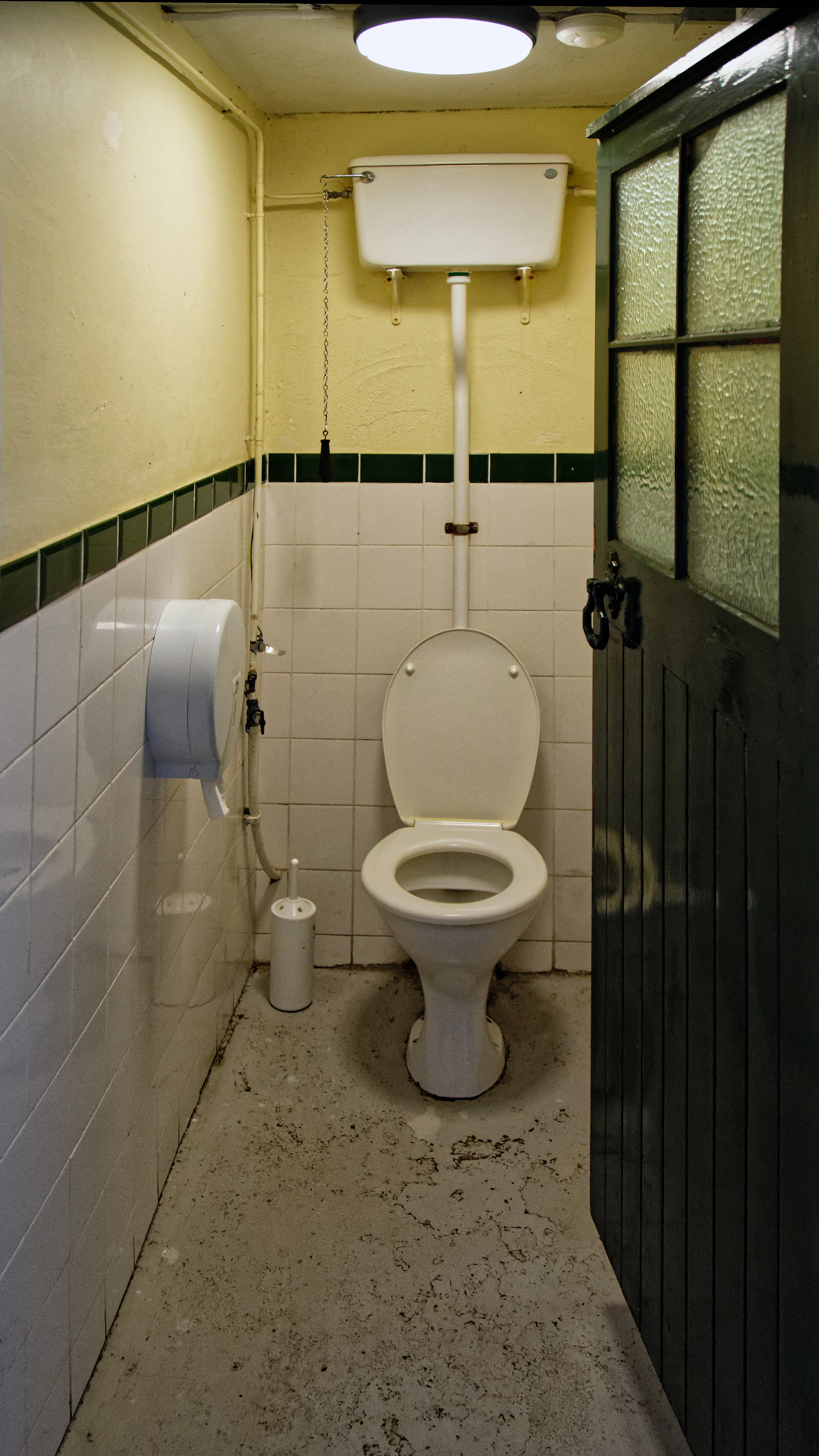
Toilette mit Hochspülkasten und Abzugkette, London

Der Engländer John Harington baute bereits im Jahr 1596 eine Wasserspülung im Auftrag von Queen Elisabeth I. Beachtung fand allerdings erst 1775 Alexander Cumming, der als Erfinder des modernen WCs gilt.

## Spülsysteme
Spülsysteme unterscheiden sich einerseits in der Art, wie das Wasser in die Toilettenschüssel gelangt, andererseits dadurch, wie die Schüssel durch das Wasser entleert wird. Mittlerweile gibt es außerdem Toiletten mit Sensoren, die den Spülvorgang einleiten.

### Wasserzulauf
Hierbei wird im Wesentlichen zwischen zwei Spülsystemen unterschieden, den Druckspülern und den Kastenspülern.

#### Druckspüler
Zum Betrieb eines Druckspülers ist eine Wasserleitung mit größerer Nennweite erforderlich, um einen ausreichend großen Volumenstrom zu erreichen. Die Auslösung erfolgt durch Druck auf einen Hebel, der ein Servoventil freigibt. Das Abstellen erfolgt hydraulisch zeitverzögert und sanft, um Schäden an der Wasserinstallation durch Wasserschläge zu vermeiden. Diese Ausführung war bis in die frühen 1970er Jahre verbreitet. Nachteilig kann die Geräuschentwicklung sein, wenn keine Schalldämmung der Rohrleitung vorgenommen wurde. Bei unzureichend dimensionierter Hauptleitung kann zudem der Leitungsdruck bei Betätigung der Spülung abfallen. Da Druckspüler robuster als die meistens freihängenden Spülkästen sind, werden sie für Vorwandinstallationen in öffentlichen Toiletten auch heute noch verwendet.

#### Kastenspüler (Spülkasten)

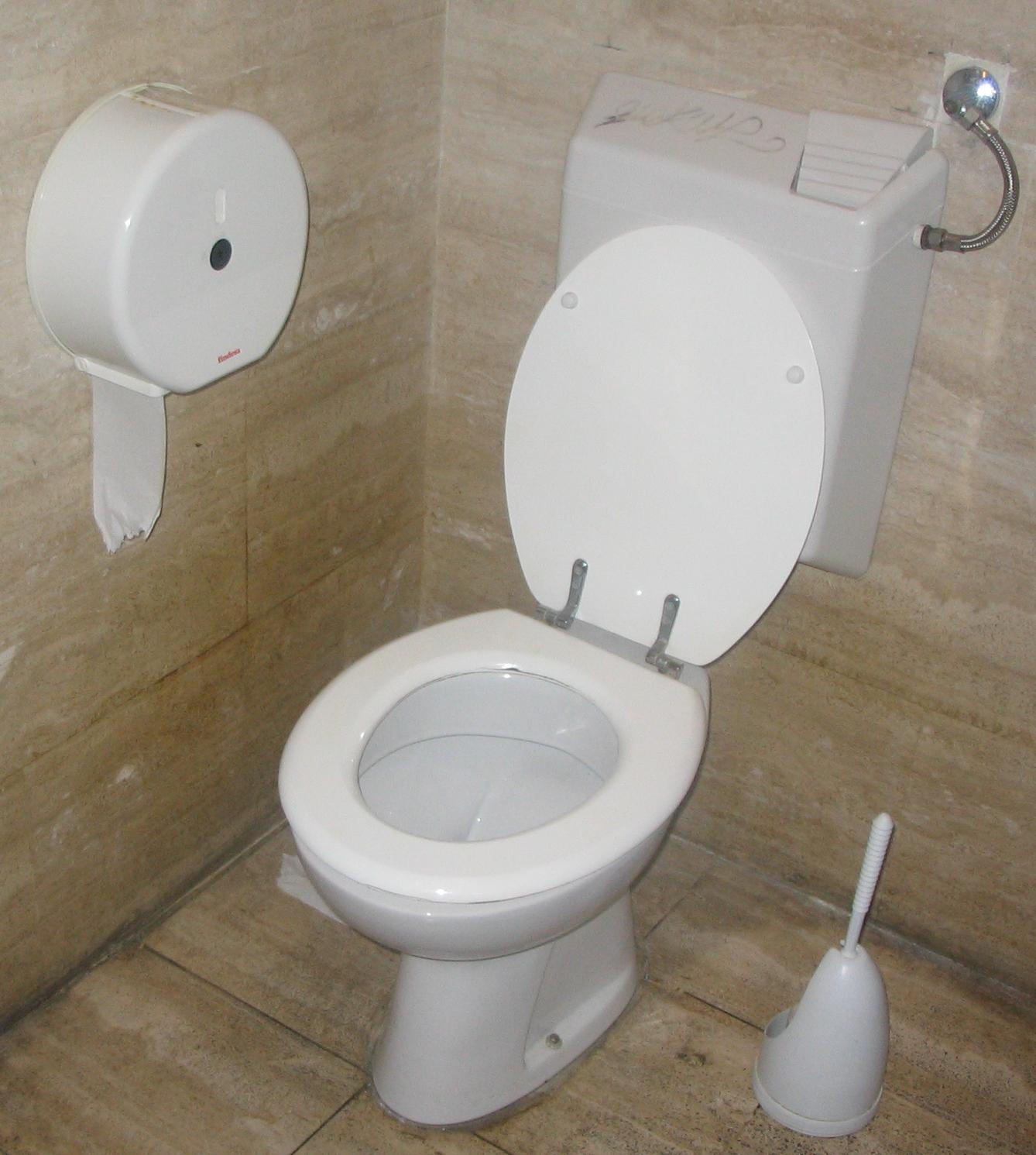
Eine Toilette mit klassischem Aufputz-Spülkasten

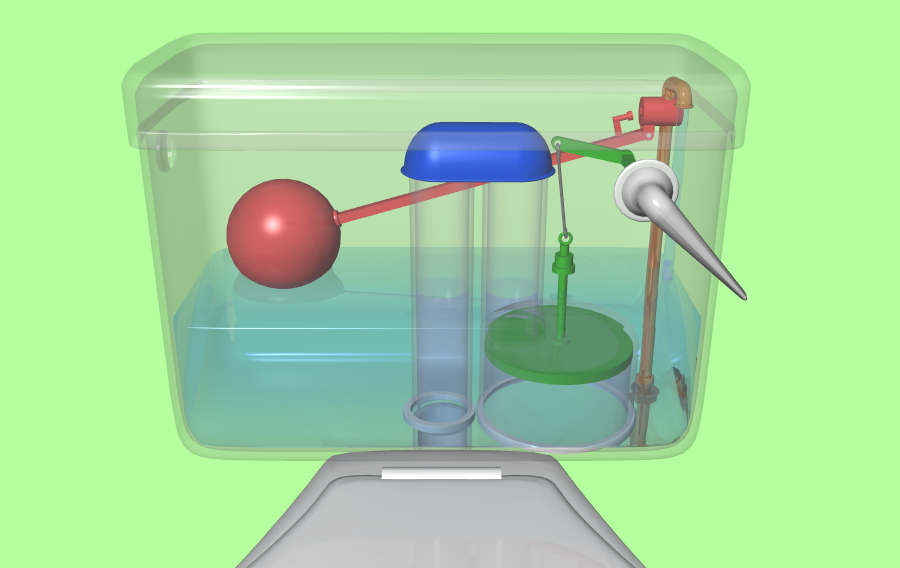
Das Innere eines Spülkastens

Im privaten wie im öffentlichen Bereich ist der Kastenspüler heute die üblichere Variante. Dabei befindet sich ein Spülkasten oberhalb der Toilettenschüssel. Der Spülkasten wird über ein Schwimmerventil innerhalb weniger Minuten mit fünf bis zehn Litern Wasser gefüllt.
Das im Spülkasten gesammelte Wasser wird nach dem Auslösen der Spülung freigegeben und ergießt sich durch das Spülrohr mit meist 32 bis 40 mm Nennweite in die Toilettenschüssel.
Man unterscheidet zwischen Aufputz-Spülkästen, die sichtbar oberhalb der Toilettenschüssel angebracht sind, und Unterputz-(UP)-Spülkästen, die entweder eingemauert (Nassbauweise) oder durch eine leichte Vorwand (Trockenbauweise) verdeckt werden. Durch die Vorwandtechnik verringern sich Aufwand und Kosten.
Spülkästen sind seit einiger Zeit oft innenseitig mit einer dünnen Styroporschicht ausgestattet, um Fließgeräusche sowie Kondensatbildung an der Außenseite des Kastens zu verringern.
Der Fließdruck des Spülwassers ergibt sich aus dem Höhenunterschied vom Spülkasten zur Toilettenschüssel.
Früher wurde der Spülkasten im Toilettenraum über Kopfhöhe angebracht, um über die Fallhöhe Durchfluss und Spülwirkung zu erhöhen. Hochhängende Spülkästen wurden durch den Zug an einer Schnur, Stange oder Kette betätigt. Mit der Stange war es möglich, den Spülvorgang vorzeitig zu beenden.
Tiefspülkästen haben einen größeren Spülrohrdurchmesser. Da sich der Wasserspiegel des Spülwassers hier meist nur knapp einen halben Meter oberhalb der Schüssel befindet, ergäbe sich sonst ein zu geringer Spülstrom. Die Auslösung erfolgt durch Druck auf eine Taste oder Platte oder auch durch Zug an einem Knauf. Letztere Variante gestattet ein Abbrechen des Spülvorganges. Auch tastenbediente Geräte verfügen manchmal über eine zweite Taste oder eine Umschaltmechanik, um den Spülvorgang unterbrechen zu können.
Moderne Spülkästen entleeren sich nach der Betätigung in der Regel vollständig. Dies wird durch einen als Schwimmer gestalteten Ablaufverschluss erreicht, der auch als Heberglocke bezeichnet wird. Zum Auslösen des Spülvorgangs wird der Ablaufverschluss angehoben. Durch das unter den Verschluss strömende Wasser herrscht dort nun der gleiche Druck wie darüber. Da der Verschluss also nicht mehr vom Wasserdruck auf den Dichtungssitz gepresst wird, verleiht der Schwimmkörper der Heberglocke Auftrieb, bis das Wasser aus dem Kasten geflossen ist.
Aus Gründen der Trinkwasserhygiene muss ein Rücksaugen des möglicherweise keimbelasteten Spülkasteninhaltes in die Trinkwasserleitung verhindert werden. Dazu kann es kommen, wenn etwa beim Entleeren der Hauptleitung im Kellergeschoss in der Anschlussleitung durch Heberwirkung ein Unterdruck auftritt. Verhindert wird der Rückfluss, indem die Befüllung des Spülkastens im freien Auslauf erfolgt. Durch die Positionierung des Füllventils oberhalb des höchsten Wasserspiegels kann kein Wasser zurück gesaugt werden.
Mit 44 Litern pro Person und Tag wird in Privathaushalten mehr Trinkwasser für die Toilettenspülung verbraucht als für alle anderen Zwecke. Um den Trinkwasserverbrauch zu reduzieren, werden Spülkästen mit einer Zwei-Mengen-Spültechnik oder mit einer Spül-Stopp-Funktion ausgerüstet. Bei der Zwei-Mengen-Spültechnik werden bei der kleinen Spülung nur etwa drei Liter Wasser verbraucht. Je nach Spülkasten stehen anschließend noch bis zu sechs Liter zum Nachspülen bereit. Eine Vollspülung verbraucht je nach Spülkasten und Einstellung vier bis neun Liter.
Gelegentlich beklagen Abwasserbetriebe, dass der geringere durchschnittliche Wasserverbrauch zu einer ungenügenden Durchspülung der Kanalisation führt.

### Entleerung der Schüssel
Einen technisch bedeutsamen Unterschied gibt es bei Tiefspüler-Toiletten zwischen der europäischen und der amerikanischen Bauform. Bei der europäischen Bauform befindet sich zunächst nur eine kleine Menge Wasser in der Schüssel, beim Spülen sorgt die Energie des einströmenden Wassers für die Reinigung. Bei der amerikanischen Bauart ist der Wasserstand in der Ausgangssituation deutlich höher. Durch die Spülung wird ein Hebereffekt ausgelöst, der die Schüssel aussaugt. Anschließend wird sie wieder mit Wasser aufgefüllt.
Näheres siehe Heber (Gerät)#Amerikanische Tiefspüler-WC-Schüsseln
Eine Sonderform ist die Vakuumspülung, die hauptsächlich in Bordtoiletten von Verkehrsmitteln zur Anwendung kommt.

## Auslösung der Spülung

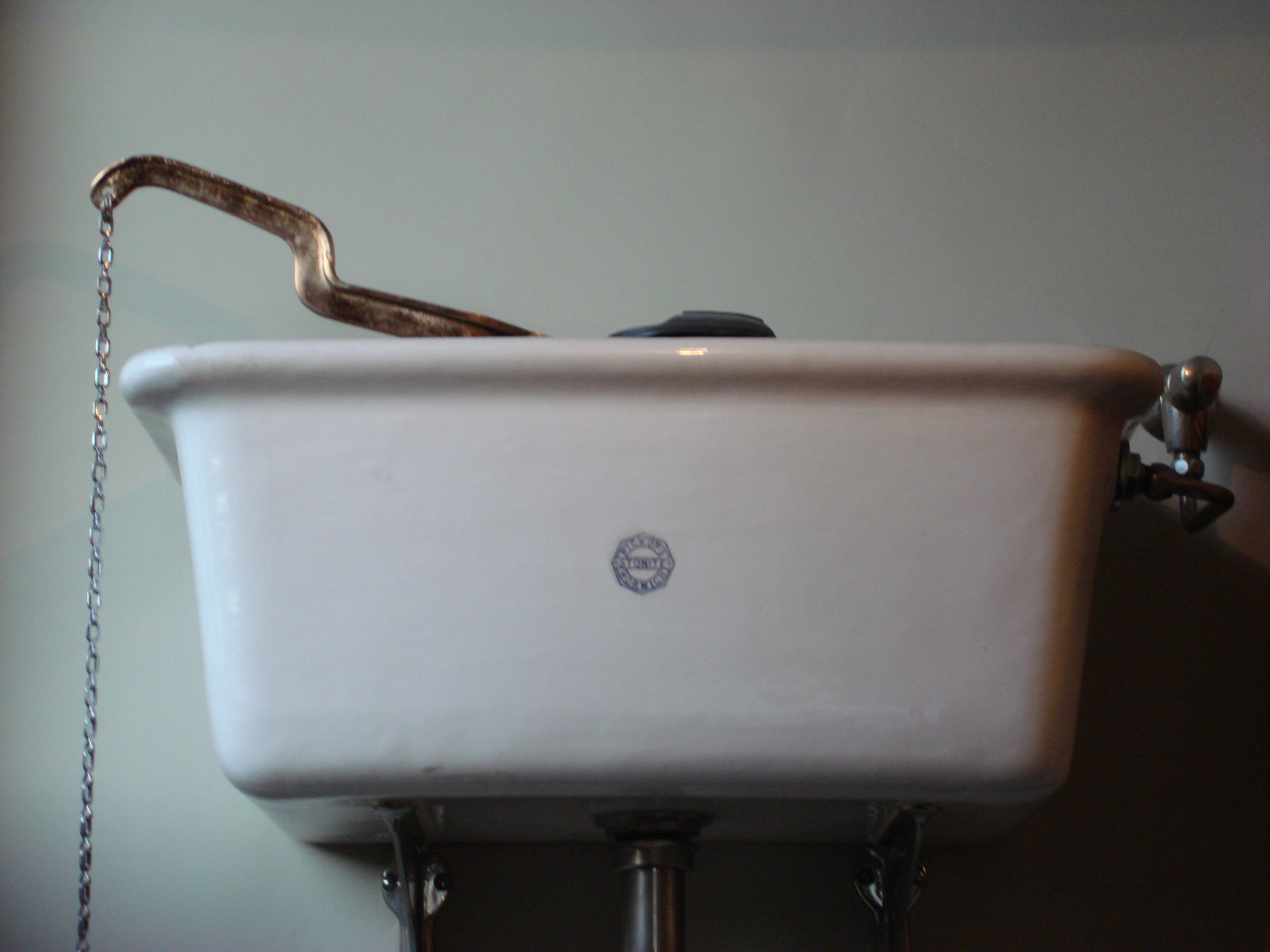
Spülkasten mit Kette zur Auslösung

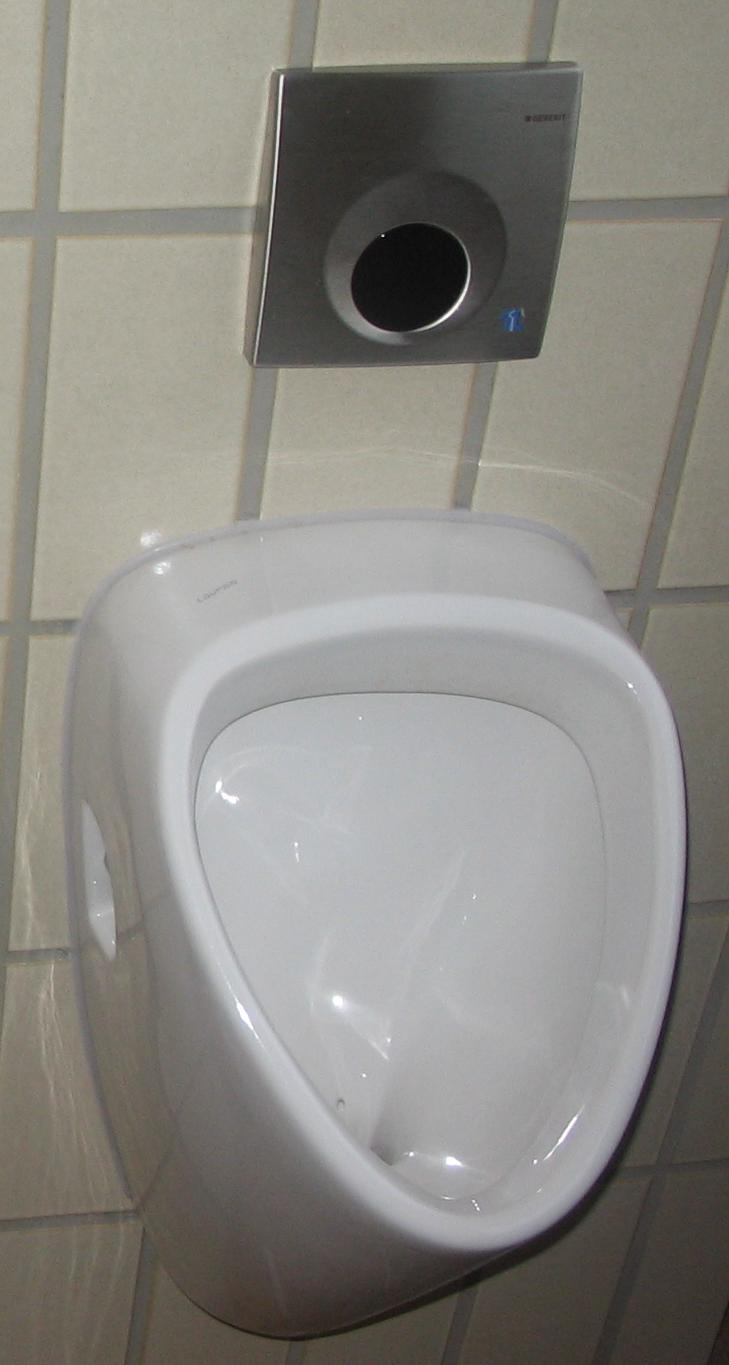
Ein Urinal mit infrarotgesteuerter Spülung

### Manuelle Spülung
In privaten Haushalten werden die Spülsysteme in der Regel manuell über Tastendruck oder den Zug an einer Kette ausgelöst. Spezielle elektronische und pneumatische Auslösevorrichtungen sind auch für behinderte Menschen geeignet. Pneumatische Spülauslösungen ermöglichen die Fernauslösung, indem die Betätigungskraft über einen Luftschlauch zwischen Bedientaste und dem Auslösemechanismus übertragen wird.

### Selbsttätige Spülung
Automatische Spülsysteme sind in öffentlichen Gebäuden und Gasthäusern verbreitet. Sie sind besonders hygienisch, da keine Berührung von Bedienelementen erforderlich ist und die Spülung zuverlässig nach jeder Benutzung erfolgt.

#### Sensorgesteuerte Systeme
Bei Urinalen und Pinkelrinnen wird oft eine Lichtschranke verwendet Bei Urinalen und Toiletten wird z. B. ein Reflex-Lichttaster genutzt. Es gibt auch Urinale, in denen ein Wärmesensor auf den körperwarmen Urin anspricht und die Spülung auslöst.
Bei Anlagen mit Radarsensor werden von dessen Sender Zentimeterwellen ausgesendet, deren Reflexionen vom herantretenden Benutzer verändert werden, was vom Empfangssensor erkannt wird. Der Sensor kann unsichtbar unter den Fliesen angebracht werden.
Beim konduktiven Prinzip wird die Veränderung der Leitfähigkeit der Flüssigkeit im Siphon erfasst, die sich durch Erhöhung des Salzgehaltes beim Urinieren ergibt. Alternativ kann der pH-Wert im Siphon gemessen werden.
Kapazitive Systeme messen die Annäherung einer Person mit einem speziellen kapazitiven Sensor.

#### Zeitgesteuerte Spülung
Bei Urinalen und Pinkelrinnen in öffentlichen Einrichtungen werden auch zeitgesteuerte Spülungen jeweils nach einem festen Intervall vorgenommen. Bei häufiger Benutzung kann dadurch Spülwasser eingespart werden.